# Arthur Melo
Arthur Henrique Ramos de Oliveira Melo (* 12. srpna 1996 Goiânia), známý jako Arthur nebo Arthur Melo, je brazilský profesionální fotbalista, který hraje na pozici defensivního záložníka za italský klub klubu ACF Fiorentina, kde je na hostování z Juventusu, a za brazilský národní tým.

## Klubová kariéra

### Grêmio
Arthurova kariéra začala ve klubu Grêmio, kde se z náhradníka postupně propracovával stále výš a pak začal pravidelně nastupovat v základní sestavě. Po několika vydařených sezónách, ve kterých Arthur odehrál 48 zápasů a vstřelil 5 gólů, přestoupil do Barcelony.

### Barcelona
Z Grêmia do španělského velkoklubu FC Barcelona přestoupil v létě 2018. V katalánském klubu dostal číslo 8, které před ním nosil legendární Andrés Iniesta, ten ale odešel do japonského týmu Vissel Kóbe. Arthur debutoval za Barcelonu v zápase prvního kola španělské La Ligy 2018/2019 proti Deportivu Alavés. Brazilec přišel na hřiště v sedmdesáté sedmé minutě, když vystřídal Ousmana Dembélého. Šest minut nato Arthur nahrál na gól Coutinhovi, takže skóre bylo 2:0. Barcelona vyhrála 3:0. Debut v Lize mistrů si Arthur připsal v zápase prvního kola doma proti PSV. Na hřiště přišel v osmdesáté třetí minutě, když znovu vystřídal francouzského křídelníka. Barcelona vyhrála 4:0. Ve Španělském poháru debutoval v zápase proti Leonese; tehdy v osmdesáté minutě vystřídal Malcoma. Barcelona vyhrála 1:0, když o hostujícím vítězství rozhodl v devadesáté minutě stoper Clément Lenglet.

### Juventus FC
V červnu 2020 přestoupil do italského klubu Juventus FC za 70 milionů eur.